# Seiler (pianofabrikant)

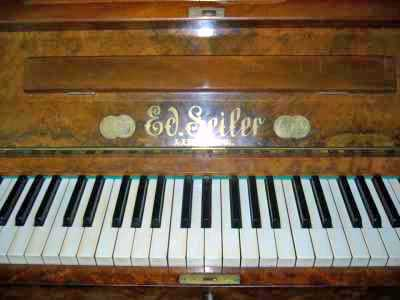
Piano van Seiler

Seiler (volledige naam: Seiler Pianofortefabrik GmbH) is een Duitse piano- en vleugelfabrikant. De fabriek komt oorspronkelijk uit Liegnitz in Polen waar ze in 1849 is opgericht. Via Kopenhagen is het bedrijf uiteindelijk terechtgekomen in het Duitse Kitzingen.
Het bedrijf werd in 1849 door Eduard Seiler opgericht in het destijds Pruisische Liegnitz. In 1873 bouwde hij een fabriek die door stoommachines werd aangedreven. Een jaar later werkten er ruim 100 arbeiders in de fabriek. Kort hierna stierf Eduard Seiler. Zijn broer Johannes nam in 1879 de technische leiding in de fabriek over. Het bedrijf groeide uit tot de grootste pianobouwer in het oosten van Duitsland.
Aan het einde van de Tweede Wereldoorlog moest de familie Seiler vluchten. Zij konden in 1945 in Kopenhagen hun bedrijf opnieuw opbouwen. De voormalige fabriek in Liegnitz kwam na de Tweede Wereldoorlog in Polen te liggen. De Poolse autoriteiten startten in 1947 in de oude Seilerfabriek een nieuw pianobedrijf, dat zich aanvankelijk op renovatie en reparaties richtte. Vanaf 1951 bouwde het bedrijf onder de naam Legnica ook nieuwe piano's. In 1998 ging Legnica failliet.
In 1961 werd een nieuwe fabriek in Kitzingen neergezet. In 1963 werd de pianobouwer Zeitter & Winkelmann uit Braunschweig overgenomen.
In juli 2008 kwam Seiler in financiële problemen. De afzetmarkt voor hoogwaardige piano's was kleiner geworden. In november 2008 werd het bedrijf overgenomen door de Koreaanse instrumentenbouwer Samick.
In september 2023 kwam het bedrijf door de aanhoudende pianocrisis in China in de betalingsproblemen. Er vielen ontslagen maar een faillissement werd afgewend.